# تایلر مین
تایلر مین (انگلیسی: Tyler Mane؛ زادهٔ ۸ دسامبر ۱۹۶۶) هنرپیشه و کشتی‌گیر کشتی حرفه‌ای اهل کانادا است.
از فیلم‌هایی که وی در آن نقش داشته است می‌توان به جو دِرْت، مردان ایکس، تروآ، پادشاه عقرب، هالووین، هالووین ۲، مطرودین شیطان و شکستگی استخوان اشاره کرد.